# Діна Дорон
Діна Дорон або Діна Доронн (івр. דינה דורון, справжнє ім'я Діна Пескін; нар. 1930, Афула, Ізраїль) — ізраїльська акторка театру та кіно.

## Біографія

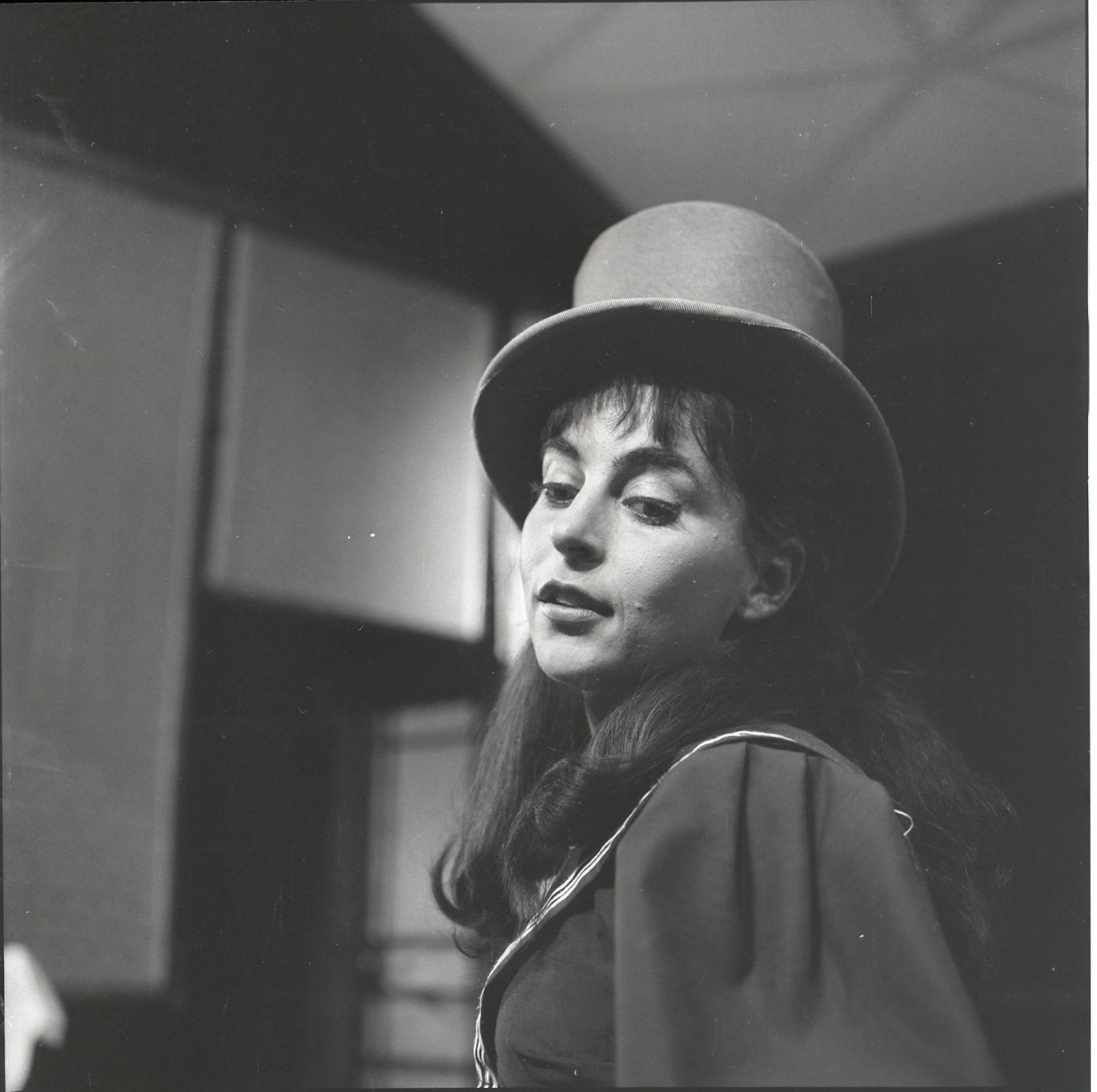
Діна Дорон (1962 рік,, колекція Мейтар, Національна бібліотека Ізраїлю

Дорон народилася в Афулі, Ізраїль, у родині Цвії (івр. צביה) та Емануеля Пескін (івр. עמנואל פסקין). Виросла у районі Борохов міста Ґіватаїм, навчалася у гімназії «Герцлія».
Акторську кар'єру почала на сцені театру «Габіма» з дитячих ролей у виставах: «Легенда про річку» (івр. אגדת הנהר), «Сон літньої ночі», «Четверо упертих» (івр. ארבעת העקשים), «Наше місто» (івр. העיירה שלנו) та «Весілля Фігаро» (івр. חתונת פיגארו). 1952 року знялася у фільмі «Вірне місто» режисера Юзефа Лейтеса — першому художньому фільмі англійською мовою, знятому в Ізраїлі та розповсюдженому у світі американською компанією RKO Pictures.
Відразу після цього вона переїхала до Нью-Йорка, щоб вивчати акторську майстерність. Там вона отримала стипендію на навчання в Нью-Йоркській школі театрального мистецтва, крім того, вона навчалася в «Акторській студії» з Лі Страсбергом і займалася в акторській студії Стелли Адлер і акторській студії Ути Гаґен. Вона отримала танцювальну підготовку в студії Марти Грем.
Її дебют в американському театрі відбувся на Бродвеї в ролі Анни Франк у виставі «Щоденник Анни Франк». Вона продовжила кар'єру кіноакторки, знімаючись в ізраїльських та французьких фільмах, наприклад, «Скляна клітка», «Пізнє заміжжя» та «Повість про кохання та темряву».
Дорон повернулася на сцену 2016 року, щоб зіграти бабусю Біллі Елліота в мюзиклі «Біллі Елліот» у комплексі «Сінема Сіті Ґелілот» в Ізраїлі. У 2017 році вона озвучила роль Мами Коко в єврейській версії цифрового анімаційного фільму «Коко» від студії Pixar. У складі акторського складу Коко вона заспівала єврейську версію пісні «Remember Me», яка отримала відзнаку як найкраща оригінальна пісня на 90-й церемонії вручення премії Оскар 2018 року. Вона отримала роль бабусі Есті в оригінальному мінісеріалі Netflix 2020 року «Неортодоксальна», прем'єра якого відбулася 26 березня 2020 року.

## Творчий доробок
Протягом своєї кар'єри вона часто зображувала єврейських жінок.

### Театр
- «Щоденник Анни Франк» як Anne Frank (1956)
- Мюзикл «Біллі Елліот мюзикл» як бабуся Біллі Елліота (2016)

### Фільмографія
- «Вірне місто» (1952) як Анна
- «Скляна клітка» (1965) як Соня
- «Сіная» (англ. Sinaia) (1966) як бедуїнка
- «Мойсей-Законодавець» (1973) як Іохаведа
- «Ісус» (1979) як свята Єлизавета
- «Нова медіа Біблія: Книга Буття» (англ. The New Media Bible: Book of Genesis) (1979) як Сара
- «Тисяча маленьких поцілунків» (1981) як Рута
- «Га-Шіґа'он га-Ґадоль» (1986) як медсестра Хава
- «Пізнє заміжжя» (2001) як Люба
- «Галілейські ескімоси» (2006) як Фанні
- «Не займайте Зохана» (2008) як місіс Двір, мати Зохана
- «Повість про кохання та темряву» (2015) як бабуся Клаузнер
- «Свята земля» (2017) як місіс Лап'єр
- «Коко» (2017) як мама Коко (озвучка, версія івритом)
- «Неортодоксальна» (2020, міні-серіал) як Буббе, бабуся Есті

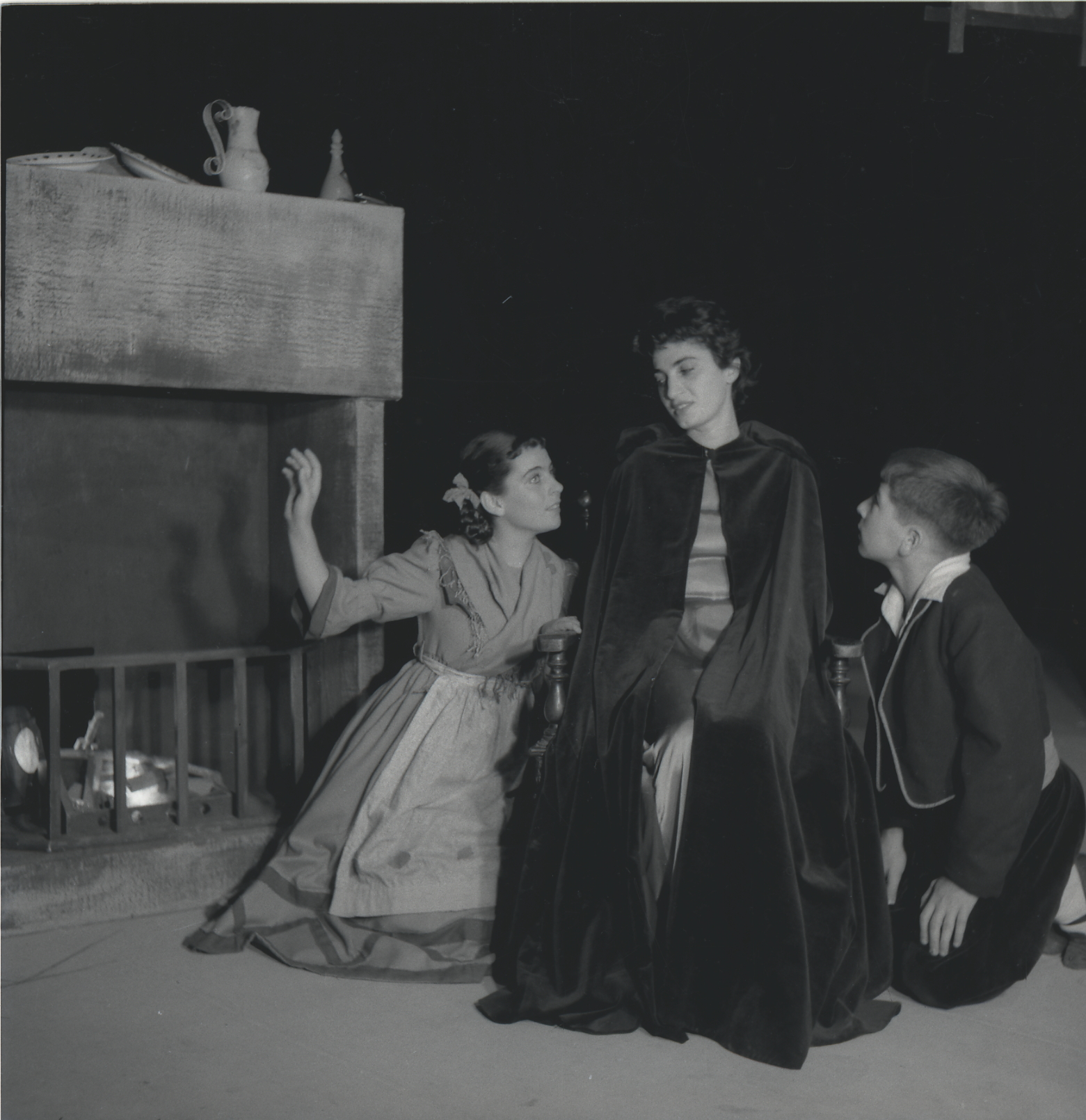
«Легенда про річку» (1951 рік)
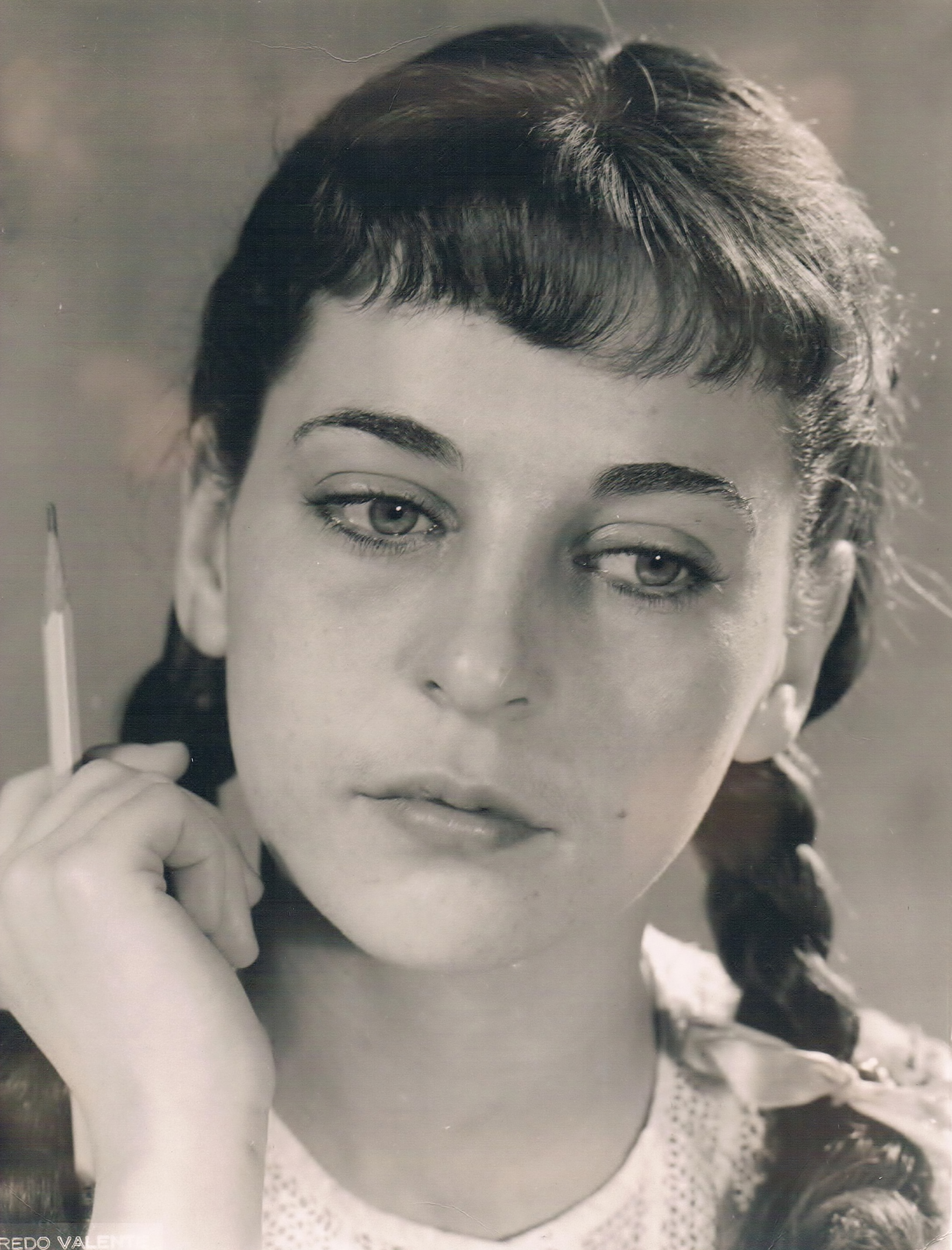
Діна Дорон як Анна Франк (1956 рік)
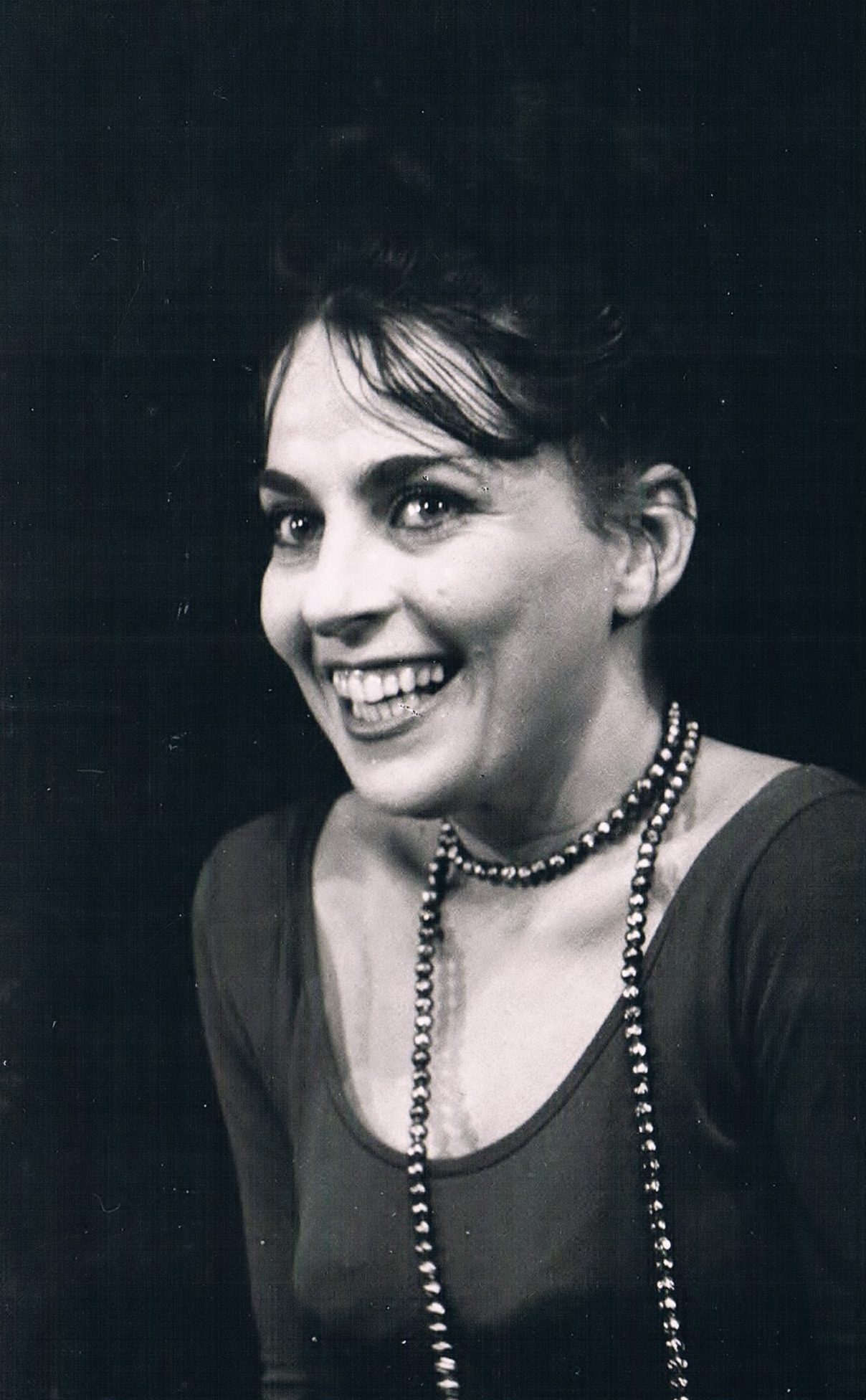
Діна Дорон як ніжна Ірма (1962 рік)
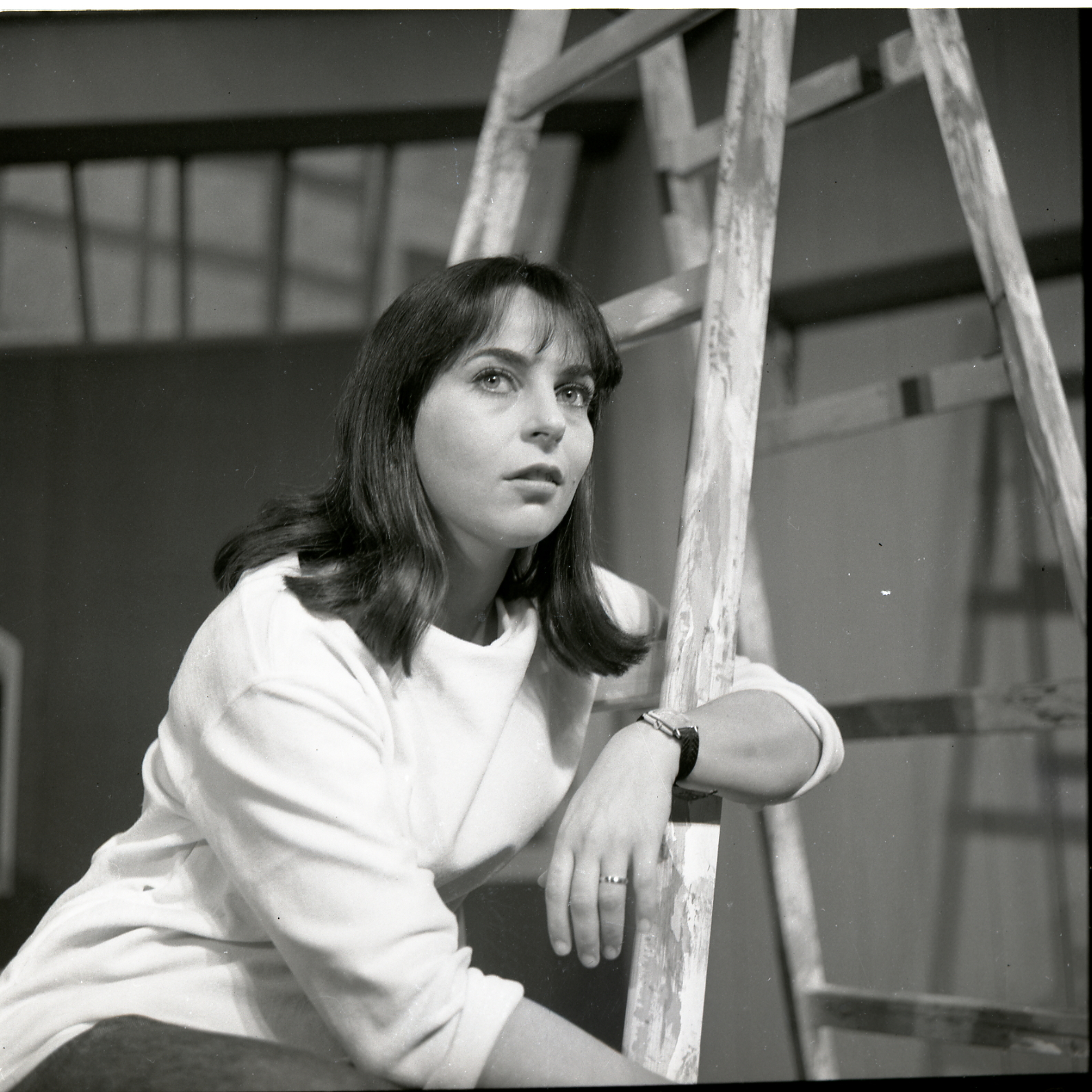
«Босоніж у парку» (1965)
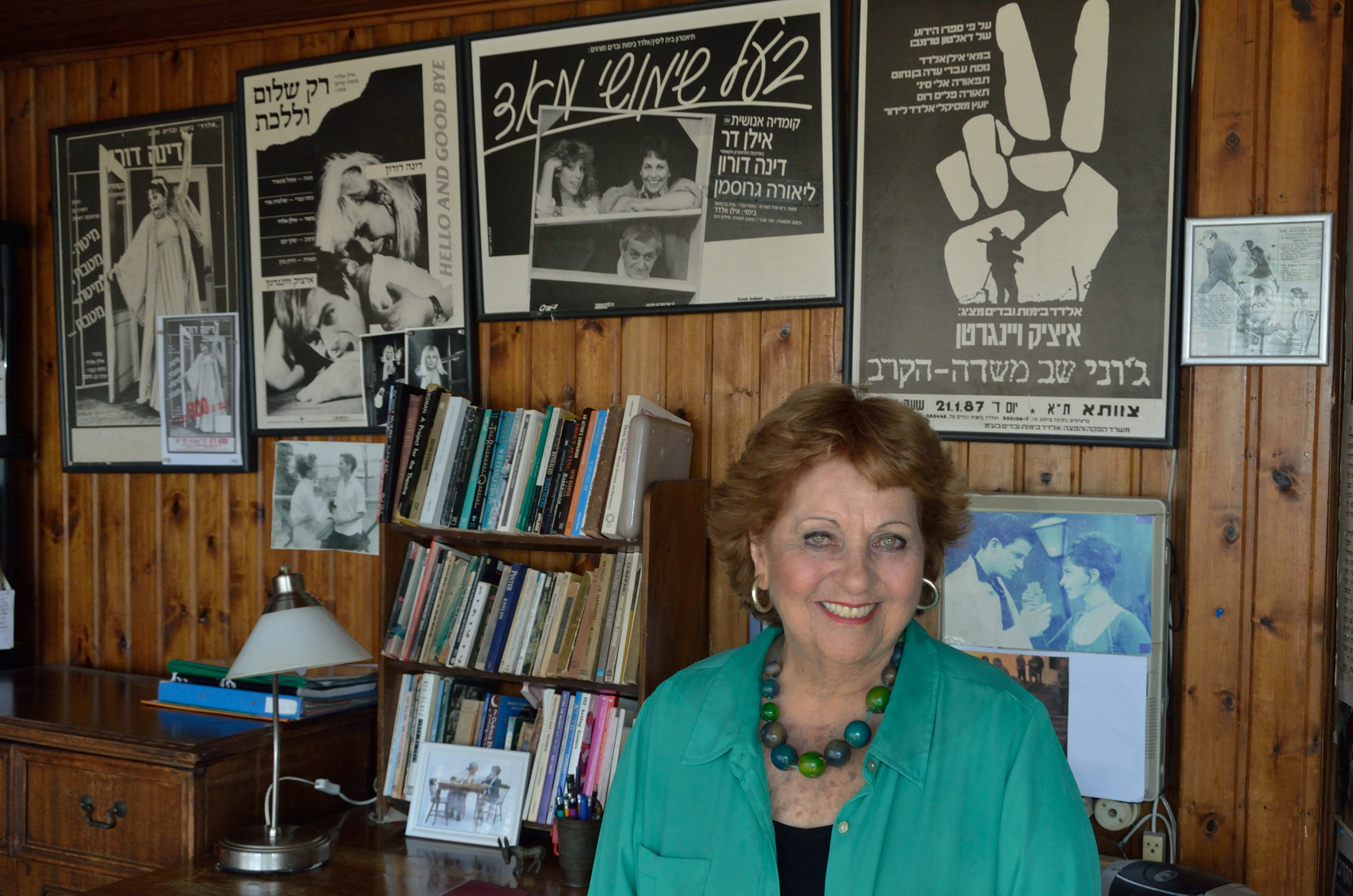
Діна Дорон (2019 рік)

## Особисте життя
Дорон вийшла заміж за кінопродюсера, режисера Ілана Елдада в 1964 році. У них двоє дітей, Дан Елдад і Рут Елдад-Сейдне (івр. רות אלדד-זיידנר).

## Виноски
1. ↑  https://www.nli.org.il/he/archives/NNL_ARCHIVE_AL997011063233505171/NLI
2. ↑  At world premiere of Israeli film – Digital Collections – Brooklyn Public Library.
3. ↑  דינה דורון - הדרך הארוכה מתפקידי חתול ועכבר ועד לתפקיד מימי באימפרוביזציה (івр.) . Га-Бокер (газета). 19 грудня 1958. Процитовано 27 січня 2025.
4. ↑  Vochenblatt – Google News Archive Search. news.google.com. Процитовано 1 квітня 2020.
5. ↑  Kronish, Amy; Safirman, Costel (2003). Israeli Film: A Reference Guide (англ.). Greenwood Publishing Group. ISBN 978-0-313-32144-3.